# 喜多屋醸造店
有限会社喜多屋醸造店（きたやじょうぞうてん）は長野県岡谷市にある信州味噌のメーカーの一つ。1932年（昭和7年）に創業。
製糸工場の味噌醤油を賄うための味噌蔵であったのが前身。もろ蓋を使用しての麹造りなど、昔ながらの製法を残している数少ないメーカーの一つである。

## 沿革
- 1932年 創業
- 1948年 法人化し有限会社喜多屋醸造店に改組

## 事業所
- 本社・工場（長野県岡谷市）

## 主要製品
- 味噌
  - 雪娘
  - 歳月の雫
  - みそ玉仕込み
  - 田舎糀
  - 深山さくら
  - 合格みそ
  - 諸味みそ
  - 愛情みそ
- 醤油
  - 金竜
  - 白菊
  - 田舎しょうゆ
  - 地の醤油
- キムチの素
  - 味付とうがらし
- 浅漬けの素
  - うまいずら